# Lagonda Taraf
La Lagonda Taraf, o Aston Martin Lagonda Taraf, è un'autovettura di tipo berlina a quattro porte costruita dalla casa automobilistica britannica Aston Martin con il marchio Lagonda in edizione limitata a dal 2015 al 2016.

## Profilo

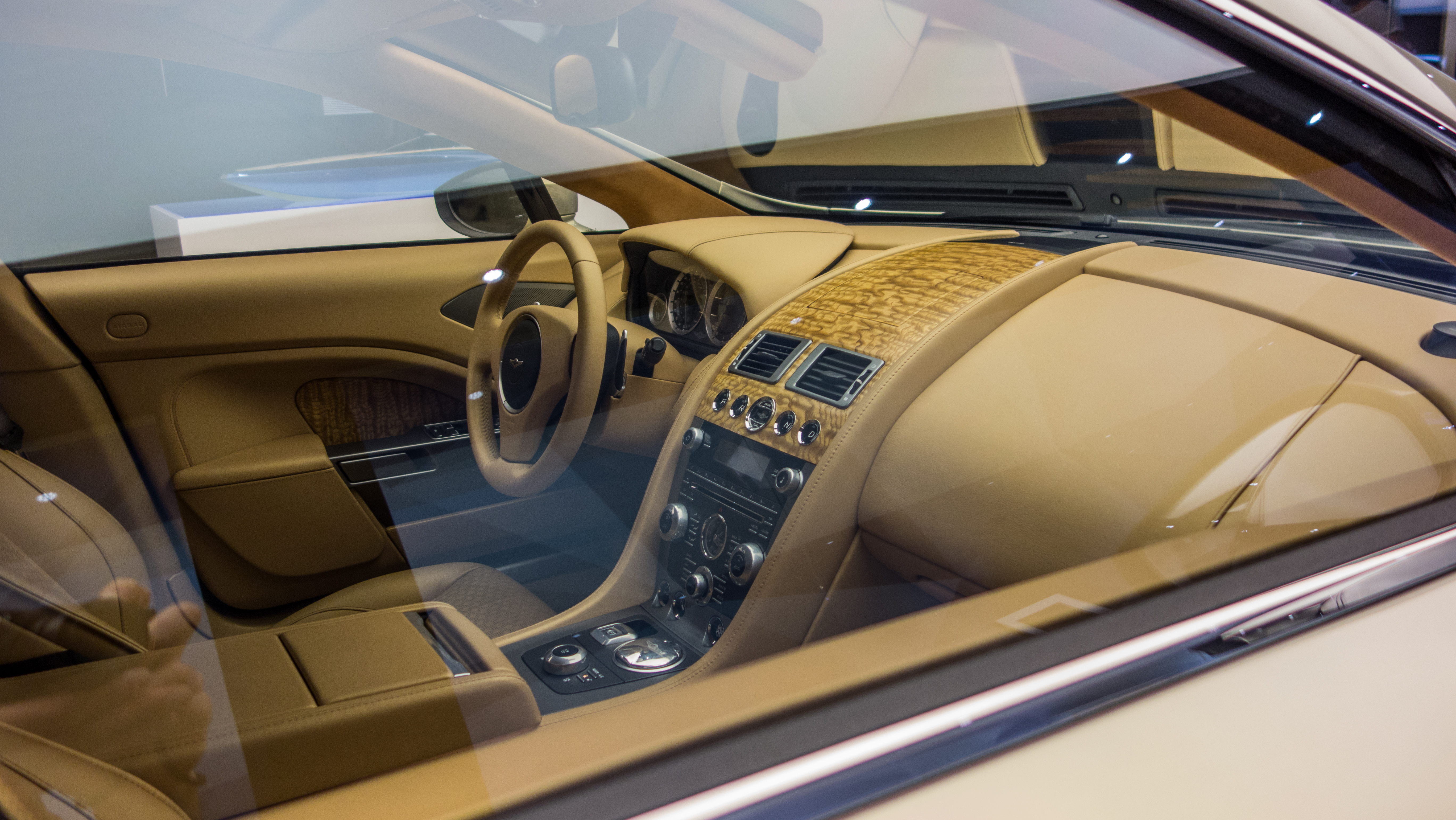
Gli interni della Lagonda Taraf

Il progetto della vettura con nome on codice Comet è stato avviato dalla divisione Q di Aston Martin, specializzata in nella personalizzazione dei modelli esistenti secondo le specifiche del cliente. La Taraf è stata sottoposta durante le fasi di sviluppo e collaudo con test in condizioni climatiche estreme in Oman nel settembre 2014. L'auto è stata sottoposta a 14.000 miglia (23.000 km) di test in quattro settimane a temperature comprese tra 30 e 50° C per testare l'aria condizionata, trasmissione e i rivestimenti interni. L'auto è stata successivamente presentata ufficialmente al pubblico al Salone di Ginevra 2015.

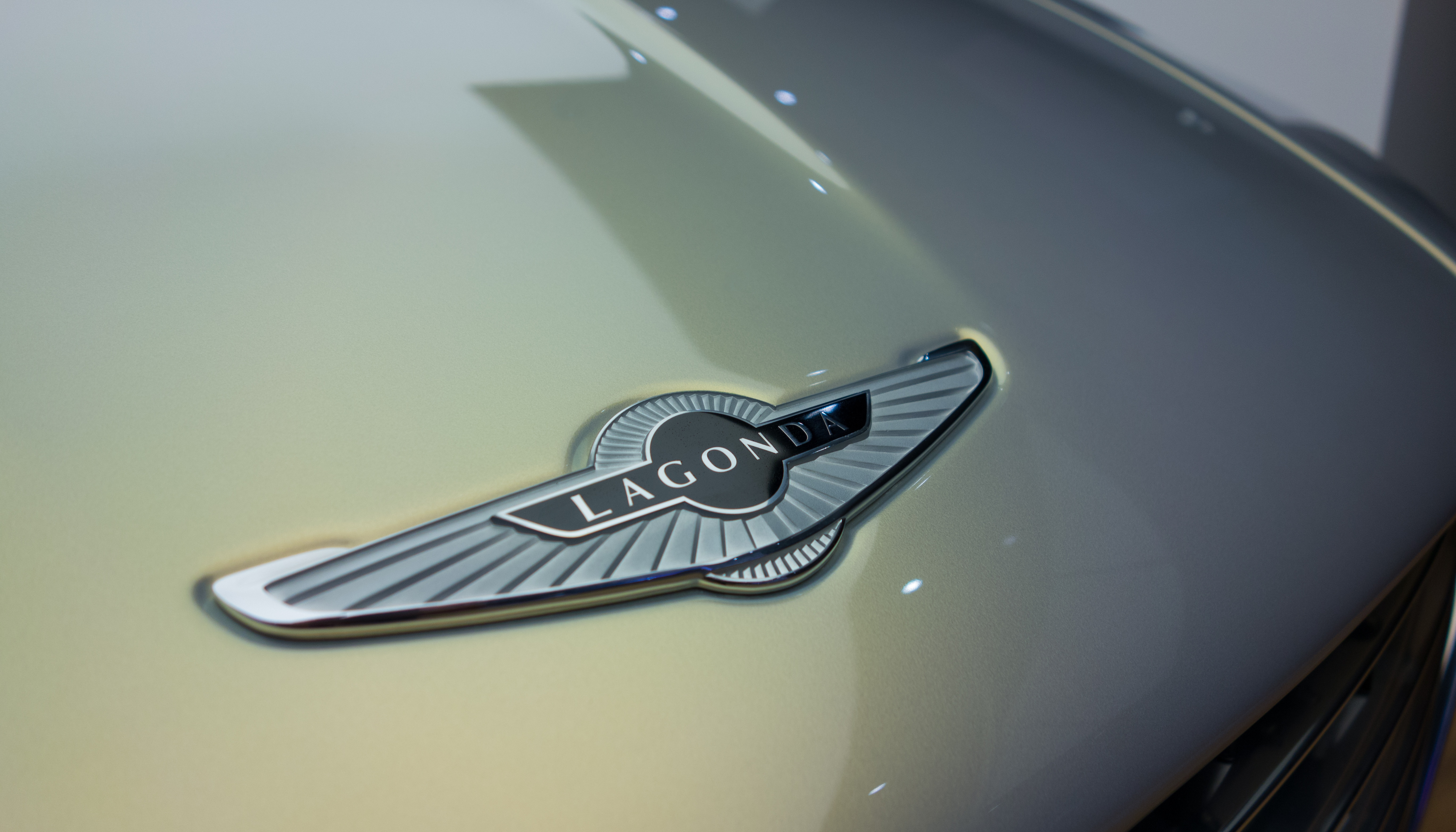
Logo della Lagonda Taraf

La Lagonda Taraf si basa sulla Aston Martin Rapide e sulla piattaforma VH, ma dotata di un'estetica e una carrozzeria in fibra di carbonio visivamente diversa disegnata da Marek Reichman. Il nome Taraf deriva dalla terminologia araba con l'accezione di lusso.
La piattaforma VH condivisa con la Rapide è stata allungata per aumentare lo spazio nel divano posteriore del veicolo. Gli interni adottano avariati elementi ripresi da altri modelli Aston Martin, principalmente la Rapide, con un sistema di infotainment e audio Bang & Olufsen BeoSound da 1.000 Watt e rivestimenti in pelle con finiture legno o fibra di carbonio. Il passo è stato allungato per offrire maggiore spazio per le gambe ai passeggeri dei sedili posteriori. 
Il motore, derivato dalla Aston Martin Rapide è un V12 avente bancate di 60° da 5935 cm³ di cilindrata, che viene prodotto dalla Ford nell'impianto di Colonia, che eroga 540 CV (402 kW) a 6.650 giri al minuto e 630 Nm di coppia a 5.500 giri al minuto.
La trazione è sulle ruote posteriori ed è abbinata a un cambio automatico a otto marce; la velocità massima è di 314 km/h e il tempo d'accelerazione nello 0 a 100 km/h di 4,4 secondi. La vettura è stata costruita dalla Aston Martin nello stabilimento di Gaydon.